# Парламентські вибори у Швеції 2010
Парламентські вибори у Швеції 2010 — відбулися 19 вересня 2010 р. у Швеції. За пропорційною виборчою системою з чотиривідсотковим бар'єром для партій і використанням методу Сент-Лагю для розподілу депутатських місць було обрано 349 депутатів Риксдагу. Явка на виборах склала 84,63% від загальної кількості виборців.
За даними останніх передвиборних опитувань, правляча Помірна коаліційна партія могла розраховувати на 30% голосів, а опозиційна Соціал-демократична партія Швеції — на 29,2%. Ще шість партій могли розраховувати на подолання п'ятивідсоткового бар'єру — Партія Центру (6,5%), Народна партія — ліберали (6,9%), Християнсько-демократична партія (6%), Ліва партія (5,7%), Партія зелених (8,7%) та Шведські демократи (5,3%). Таким чином, передвиборчі опитування припускали, що правляча коаліція «Альянс за Швецію» зможе розраховувати на 49,4% голосів, а опозиційна «червоно-зелена» коаліція — на 43,6% голосів. Крім того, вже тоді з високим ступенем імовірності передвіщали можливість попадання до Риксдагу національно-консервативної партії Шведських демократів, яка не входила в жодну з двох головних коаліцій. Згідно з попередніми даними, жодна з двох основних коаліцій не зможе поодинці сформувати уряд більшості, для чого потрібно 175 з 349 депутатських місць. Чинний прем'єр-міністр Швеції Фредрік Райнфельдт, який очолює Помірну коаліційну партію та Альянс за Швецію, заявив, що не буде пропонувати альянс партії Шведських демократів, а спробує створити коаліцію з вдало виступившою Партією зелених з протилежного «червоно-зеленого» табору.
Результати голосування (попередні данні)
| Партія; участь у коаліціях | Партія; участь у коаліціях       | Партія; участь у коаліціях | Голосів; Δ з 2006 | Голосів; Δ з 2006 | Місць; Δ з 2006 | Місць; Δ з 2006 |
| -------------------------- | -------------------------------- | -------------------------- | ----------------- | ----------------- | --------------- | --------------- |
|                            | Соціал-демократична партія       | ЧЗК                        | 1 780 974 (30,9%) | ▼ 4,4%            | 113             | ▼ 17            |
|                            | Помірна коаліційна партія        | АЗШ                        | 1 729 010 (30%)   | ▲ 3,9%            | 107             | ▲ 10            |
|                            | Партія зелених                   | ЧЗК                        | 415 879 (7,2%)    | ▲ 2,0%            | 25              | ▲ 6             |
|                            | Народна партія — ліберали        | АЗШ                        | 407 816 (7,1%)    | ▼ 0,4%            | 24              | ▼ 4             |
|                            | Партія Центру                    | АЗШ                        | 380 215 (6,6%)    | ▼ 1,3%            | 22              | ▼ 7             |
|                            | Шведські демократи               | НІ                         | 330 157 (5,7%)    | ▲ 2,8%            | 20              | ▲ 20            |
|                            | Християнсько-демократична партія | АЗШ                        | 324 715 (5,6%)    | ▼ 1,0%            | 19              | ▼ 5             |
|                            | Ліва партія                      | ЧЗК                        | 321 854 (5,6%)    | ▼ 0,3%            | 19              | ▼ 3             |
| Альянс за Швецію           | Альянс за Швецію                 | Альянс за Швецію           | 2 841 756 (49,3%) | ▲ 1,3%            | 172             | ▼ 6             |
| Червоно-зелена коаліція    | 2 518 707 (43,6%)                | ▼ 2,7%                     | 157               | ▼ 14              |                 |                 |

| Прапор Швеції | Це незавершена стаття про Швецію. Ви можете допомогти проєкту, виправивши або дописавши її. |